# Selambina trajiciens
Selambina trajiciens là một loài bướm đêm trong họ Noctuidae.